# Jésus e Rosette de Lyon
Jésus de Lyon e Rosette de Lyon sono i nomi con cui viene designato un salume tipico dell'area lionese nella regione Alvernia-Rodano-Alpi. L'unica differenza tra i due prodotti è nelle dimensioni.

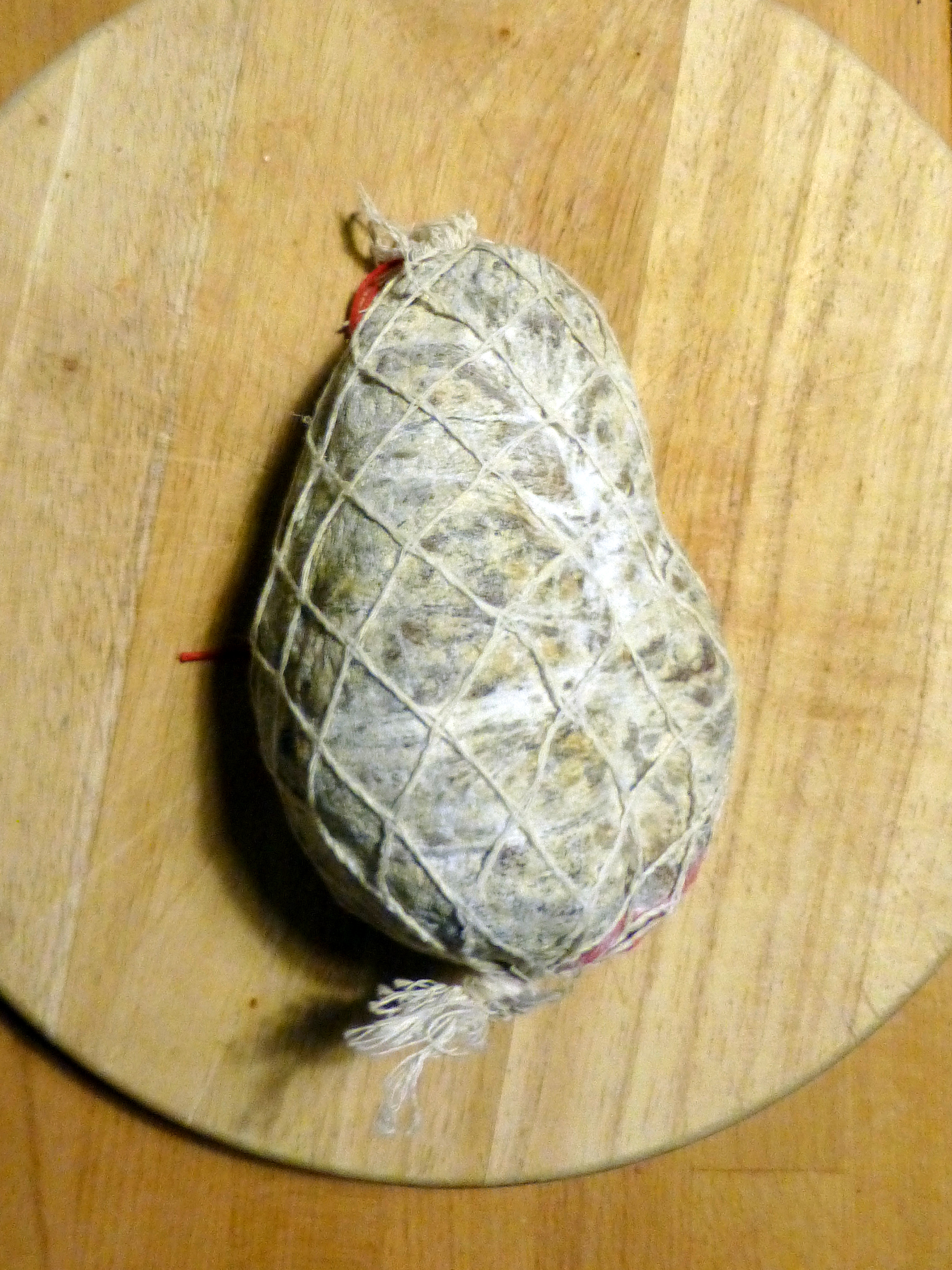
Jésus di Lione

## Storia
La salumeria lionese era già apprezzata nel I secolo a.C. e si è tramandata nei secoli. 
Una diffusa tradizione riferisce che il nome jésus derivi dal fatto che in passato si conservavano le parti nobili del maiale in modo da confezionarlo in tempo per consumarlo a Natale.
La produzione è regolamentata da un disciplinare "Label Rouge" ("etichetta rossa" in francese).

## Caratteristiche organolettiche
Il disciplinare, approvato dall'ente francese di sorveglianza su origine e qualità (Institut national de l'origine et de la qualité), richiede per la rosette un peso minimo di 550 grammi, grassi non oltre il 20%, un tasso di collagene inferiore all'11%; consente di utilizzare solo parti nobili del suino, come la coscia o la spalla. Per il jésus, di identica composizione, è previsto un peso di circa un chilogrammo e occorre garantirne l'aspetto ovoidale caratteristico.
Pur essendo il medesimo insaccato, la carne per la rosette viene tritata più finemente, rendendo l'impasto meglio amalgamato e ottimizzando la maturazione, cosa che rende omogenea la tessitura lungo tutto il prodotto.  Inoltre viene utilizzato budello della parte terminale dell'intestino, che dà un tipico colore rosato
La maturazione dura almeno 4 mesi ed è influenzata dalla taglia del salume.